# Сан-Віто-Романо
Сан-Віто-Романо (італ. San Vito Romano) — муніципалітет в Італії, у регіоні Лаціо,  метрополійне місто Рим-Столиця.
Сан-Віто-Романо розташований на відстані близько 45 км на схід від Рима.
Населення — 3310 осіб (2014).

## Демографія
Населення за роками:

Станом на 1 січня 2023 року в муніципалітеті офіційно проживало 305 іноземців з 35 країн, серед них 120 громадян країн Євросоюзу та 3 громадяни України.

## Уродженці
- Франческо Рокка (*1954) — відомий у минулому італійський футболіст, захисник.

## Сусідні муніципалітети
- Беллегра
- Капраніка-Пренестіна
- Дженаццано
- Олевано-Романо
- Пізоніано